# Alexander Popp
Alexander Mark Popp (Heidelberg, 4 november 1976) is een voormalig Duits tennisser, die in 1997 toetrad tot de rijen der professionals.
Popp begon op zijn achtste met tennis, en is de zoon van een Duitse vader (Rainer) en een Engelse moeder (Jennifer). Daardaar is hij in het bezit van een dubbel paspoort. Hij deed tussen 2000 en 2005 mee aan de grandslamtoernooien in het enkelspel. Zijn beste prestatie is de vierde ronde op Wimbledon in 2004. Hij wist geen ATP-toernooien te winnen. In het dubbelspel was hij nooit actief op een grand slam.
In 2005 stopte Popp met professioneel tennis vanwege blessures. Sindsdien studeert hij geneeskunde.

## Prestatietabellen
| Legenda | Legenda                          |
| ------- | -------------------------------- |
| g.t.    | geen toernooi gehouden           |
| l.c.    | lagere categorie                 |
| –       | niet deelgenomen                 |
| G       | uitgeschakeld in de groepsfase   |
| 1R      | uitgeschakeld in de eerste ronde |
| 2R      | uitgeschakeld in de tweede ronde |
| 3R      | uitgeschakeld in de derde ronde  |
| 4R      | uitgeschakeld in de vierde ronde |
| KF      | uitgeschakeld in de kwartfinale  |
| HF      | uitgeschakeld in de halve finale |
| F       | de finale verloren               |
| W       | het toernooi gewonnen            |
| w-v     | winst/verlies-balans             |

### Prestatietabel enkelspel
| Toernooi             | 2000 | 2001 | 2002 | 2003 | 2004 | 2005 | Carrière w-v |
| -------------------- | ---- | ---- | ---- | ---- | ---- | ---- | ------------ |
| Grandslamtoernooien  |      |      |      |      |      |      |              |
| Australian Open      | –    | 2R   | –    | –    | 1R   | –    | 3-2          |
| Roland Garros        | 1R   | 1R   | 1R   | 1R   | 1R   | 1R   | 0-6          |
| Wimbledon            | KF   | –    | –    | KF   | 4R   | 3R   | 13-4         |
| US Open              | 2R   | –    | 2R   | 1R   | 1R   | 1R   | 2-5          |
| Statistieken         |      |      |      |      |      |      |              |
| Totaal aantal titels | -    | -    | -    | -    | -    | -    |              |
| Totaal winst-verlies | -    | -    | -    | -    | -    | -    |              |
| Eindejaarsranking    |      |      |      |      |      | –    |              |